# John Marston
John Marston (7 d'octubre de 1576 - 25 de juny de 1634) fou un poeta, dramaturg i satíric anglès durant el període isabelí i jacobí. Tot i que la seva carrera com a escriptor només durà una dècada, la seva obra és recordada sobretot pel seu estil enèrgic i sovint fosc, amb contribucions al desenvolupament d'un estil jacobí distintiu en la poesia i el seu particular lèxic.

## Biografia
Era fill d'un advocat i estudià al Brasenose College d'Oxford. El 1595 es traslladà a Londres després que l'admetessin al Middle Temple, tres anys abans. Estava interessat en la poesia i en el teatre, tot i que son pare desitjava que abandonés aquestes aficions.
La seva breu carrera literària començà amb la seva obra poètica més destacada: Pigmalió, obra eròtica i llicenciosa publicada el 1598. També va publicar un llibre de sàtires: The Scourge of Villanie, el 1598 també. Alguns autors consideren que els personatges shakesperians de Tersites i Iago, així com els discursos de bogeria de Lear estan influenciats per The Scourge of Villanie. El bisbe de Londres, George Abbot, va prohibir l'Scourge i feu que el cremessin en públic juntament amb còpies d'obres d'altres satírics el 4 de juny de 1599.
El setembre d'aquell any, John Marston començà a treballar per a Philip Henslowe com a dramaturg. Tradicionalment s'ha considerat que la seva primera obra fou Histriomastix (representada al voltant del 1597), sembla que fou l'espurna que començà la "guerra dels teatres", la polèmica literària entre Marston, Johnson i Dekker, que va transcórrer entre 1598 i el 1601. Jonson va parodiar Marston al Clove d'Every Man Out of His Mumour, com Crispinus a Poetaster i com Hedon a Cynthia's Revels. Jonson el criticava com a fals poeta, un escriptor va i descurat que plagiava les obres dels altres i amb una obra pròpia plena de desagradables neologismes. Marston potser va satiritzar Jonson com l'arrogant i complaent crític Brabant Senior a Jack Drum's Entertainment i com el dramaturg i satíric envejós i misàntrop Lampatho Doria a What You Will. Sembla que al final es varen reconciliar, tot escrivint Marston un poema com a prefaci de l'obra de Jonson Sejano el 1605 i dedicant El descontentament (1603) a Jonson. El 1605 treballà amb George Chapman i Ben Jonson a Cap a l'est!, una sàtira que provocà les detencions de Chapman i Jonson per unes expressions que ofenien els escocessos. El 1607 va acabar la seva carrera teatral venent la seva participació en la companyia de Blackfriars.
Es traslladà a casa del seu sogre i començà a estudiar-hi filosofia. El 1609 es convertí en lector a la Biblioteca Bodleiana d'Oxford, fou nomenat diàcon el 24 de setembre i sacerdot el 24 de desembre de 1609. Va morir el 24 de juny de 1634 a Londres i fou enterrat a Middle Temple Church.